# ヒマラヤ美術館
ヒマラヤ美術館 とは、かつて愛知県名古屋市中村区太閤1-23-1に存在した美術館。ヒマラヤ製菓が運営していた。

## 概況
ヒマラヤ製菓の創業者・津田弘は、長年にわたり絵画をコレクションしており、これを元に設立。「ヒマラヤセンター」の2階・3階がヒマラヤ美術館、1階はケーキ販売店舗と喫茶室であった。
玄関先の野外には、サモトラケのニケ像が展示してあった。杉本健吉展示室、三岸節子作品室）、近代日本洋画室の展示室を設置して、最盛期の総点数は200点近くにのぼった。
2002年（平成14年）12月、洋菓子店所有と財団法人所有の作品の管理が一体化していたため、財団法人所蔵の作品も洋菓子店の借金の担保とされ、担保流れとなった結果、持ち去られ売却されていることが判明。三岸節子の『ヴェネチア』等、有名な絵画が流出してしまった。このことをきっかけに閉館された。
財団法人が提出した財産目録によると、2001年（平成13年）3月には約70点・帳簿上で約2億3578万円相当の美術品があったが、2002年（平成14年）3月には18点、約1125万円となっていることが、2002年（平成14年）12月18日愛知県教育委員会の発表により明らかになる。
運営母体のヒマラヤ製菓は2004年（平成16年）1月29日に自己破産。株式会社ムッターハムに買収されることにより再開されたが、同社が親会社の株式会社フジチクとともに牛肉偽装事件を起こし、同年11月22日に自己破産。

## 所蔵作家・作品
- 三岸好太郎 - 『少年』（1931年頃作品）、『三人』（1933年作品）
- 三岸節子 - 『室内』（同題2作、1936、1940年頃作品）、『静物』（1953年作品）、『囚』（1960年作品）、『二つの壺』（1962年作品）、『太陽賛（Ⅱ）』（1965年作品）、『群がる鳥』（1966年作品）、『永久花』（1967年作品）、『カーニュの赤い階段』（1969年作品）、『飛ぶ鳥』（1973年作品）、『ヴェネチア'73』（1973年作品）、『花（3）』（1973年作品）、『ブルゴーニュの一本の木』（1973年作品）[5][6]
- 杉本健吉 - 『西の京』
- 岸田劉生
- 梅原龍三郎 - 『裸婦』
- 鬼頭鍋三郎 - 『二人のバレリーナ』
- その他、愛知県出身の画家。

## 略歴
- 1977年（昭和52年）3月 - 開館。
- 1983年（昭和58年） - 財団法人化。
  - 4月26日 財団法人ヒマラヤ博物館が、愛知県博物館協会に加盟する[7]。
- 2002年（平成14年）12月末 - 閉館。
  - 愛知県博物館協会の退会は、資料記述によると同年11月12～13日[7]。

## 関連
- ヒマラヤ製菓

## その他
建物は閉館後数年間は残っていた（『名古屋発 レトロを訪ねて2 〜Retropolitan Journey〜』 名古屋市中村区太閤　栄へ、そして再び駅西へ 2006/03/05（日））。
2021年（令和3年）現在は既に解体され、跡地は専門学校のグラウンドになっている。